# Alfabetizzazione finanziaria
L'alfabetizzazione finanziaria è quell'insieme di conoscenze inerenti al mondo finanziario che consente alle persone che ne hanno un livello adeguato di agire in modo consapevole.

## Alfabetizzazione finanziaria
Per alfabetizzazione finanziaria «si intende un insieme di conoscenze e cognizioni di concetti e rischi di carattere finanziario, unito alle abilità, alla motivazione e alla fiducia nei propri mezzi, che consentono di utilizzare quelle stesse conoscenze e cognizioni per prendere decisioni efficaci in molteplici e diversi contesti di carattere finanziario, per migliorare il benessere degli individui e della società e per consentire una partecipazione consapevole alla vita economica».
Anna Maria Lusardi e Olivia S. Mitchell definiscono l’alfabetizzazione finanziaria in maniera più semplice come «l’abilità di elaborare le informazioni economiche e di prendere decisioni informate riguardo alla pianificazione finanziaria, l’accumulazione della ricchezza, il debito e le pensioni».
Diversi studi hanno evidenziato che le persone con un'adeguata alfabetizzazione finanziaria compiono scelte finanziarie appropriate e gestiscono meglio il denaro rispetto a chi non ha avuto questa formazione. È stato poi riscontrato anche un legame tra livello di alfabetizzazine finanziaria e benessere.